# Petra Janů
Petra Janů, właśc. Jana Petrů (ur. 19 listopada 1952 w Pradze) – czeska piosenkarka i aktorka.
Została laureatką „Złotego Słowika” (1987) w kategorii piosenkarka roku. Zdobyła tę samą nagrodę w 1988 i 1989 r.

## Dyskografia (wybór)
Albumy studyjne
- 1997: Album
- 2000: Jedeme dál II
- 2009: Vzpomínky: Film & Muzikál
- 2009: Kouzlo

Albumy koncertowe
- 2015: Live v Lucerně

## Filmografia
- 1997: Červená hodina zpěvu
- 1992: Nejen vzpomínky
- 1986: Můj hříšný muž
- 1980: Koncert